# Asuman Karakoyun
Asuman Karakoyun (Istanbul, 6 luglio 1990) è un'ex pallavolista turca.
Giocava nel ruolo di palleggiatrice.

## Carriera
La carriera di Asuman Karakoyun inizia nel 2004, quando quattordicenne entra a far parte del settore giovanile dell'Eczacıbaşı Spor Kulübü, nel quale gioca per quattro annate; contemporaneamente entra a far parte delle selezioni giovanili turche, vincendo la medaglia d'argento al campionato mondiale pre-juniores 2007 e quella di bronzo al campionato europeo juniores 2008.
Nella stagione 2008-09, promossa in prima squadra, fa il suo esordio nella Voleybol 1. Ligi, iniziando così la carriera professionistica e vincendo subito la Coppa di Turchia; nell'estate del 2009 riceve le prime convocazioni nella nazionale turca maggiore, esordendo nel corso della European League.
Nel campionato 2010-11 vince nuovamente la Coppa di Turchia; nel corso dell'estate del 2011, con la nazionale, invece, vince la medaglia d'argento alla European League e quella di bronzo al campionato europeo. Nel campionato seguente si aggiudica tutte le competizioni domestiche a cui prende parte, ossia la Supercoppa turca, peraltro bissata anche nell'annata seguente, la coppa nazionale e lo scudetto, oltre alla Champions League 2014-15 e alla Coppa del Mondo per club 2015.

## Palmarès

### Club
- Campionato turco: 1

2011-12
- Coppa di Turchia: 3

2008-09, 2010-11, 2011-12
- Supercoppa turca: 1

2011, 2012
- Campionato mondiale per club: 1

2015
- Champions League: 1

2014-15

### Nazionale (competizioni minori)
- Campionato mondiale under 18 2007
- Campionato europeo under 19 2008
- European League 2011

### Premi individuali
- 2013 - Voleybol 1. Ligi: Miglior servizio